# Matas (Ourém)
Matas ist ein Ort und eine ehemalige Gemeinde (Freguesia) im portugiesischen Kreis Ourém. Die Gemeinde hatte 946 Einwohner (Stand 30. Juni 2011).
Am 29. September 2013 wurden die Gemeinden Matas und Cercal zur neuen Gemeinde União das Freguesias de Matas e Cercal zusammengeschlossen. Matas ist Sitz dieser neu gebildeten Gemeinde.